# Hypericum laricoides
Hypericum laricoides är en johannesörtsväxtart som beskrevs av Henry Allan Gleason. Hypericum laricoides ingår i släktet johannesörter, och familjen johannesörtsväxter. Inga underarter finns listade i Catalogue of Life.